# Sinfonia n. 8 (Beethoven)
La Sinfonia n. 8 in Fa maggiore Op. 93 fu composta da Ludwig van Beethoven tra il 1811 e il 1812.
Dopo l'innovazione straordinaria della settima, la Sinfonia in Fa maggiore propone un ritorno al classicismo sui modelli di Haydn e Mozart; al tempo stesso è però un ponte necessario nell'evoluzione compositiva beethoveniana per arrivare al vertice della nona sinfonia oltrepassando la grandiosità ritmica e le forti accezioni individualistiche della settima ritornando a un giusta oggettività.

## Storia
Beethoven cominciò a lavorare alla Sinfonia n. 8 in Fa maggiore verso la fine del 1811 mentre stava componendo anche la settima e, dopo numerosi rimaneggiamenti nell'estate del 1812 mentre si trovava a Teplitz, la terminò a Linz nel mese di ottobre successivo; il manoscritto autografo reca infatti la scritta: "Sinfonia Linz, nel mese di ottobre 1812". Anche se fu una realizzazione a tempo di record per le abitudini del maestro, nessun'altra sinfonia, con l'eccezione della Nona, richiese una tale attenzione e sforzo creativo, dimostrati dall'infinità di appunti, di bozze, di varie stesure con variazioni di tempo e ritocchi perfezionistici lasciati dall'autore. Dopo una prima esecuzione privata, avvenuta nell'aprile 1813 presso la residenza dell'arciduca Rodolfo, patrono del musicista, fu presentata per la prima volta al pubblico il 27 febbraio 1814 al Großer Redoutensaal del Burgtheater di Vienna unitamente alla Settima sinfonia, a La vittoria di Wellington e al terzetto Tremate, empi, tremate op. 116, con la direzione dello stesso Beethoven. La sinfonia venne pubblicata da Steiner & C., editori di Vienna, nel 1817 e, unica fra le sinfonie beethoveniane, non presenta alcuna dedica.

## Struttura e analisi
La sinfonia è composta dai canonici quattro movimenti; è da notare, come già nella Settima, la mancanza del tradizionale tempo lento.
1. Allegro vivace e con brio
2. Allegretto scherzando (Si bemolle maggiore)
3. Tempo di Menuetto
4. Allegro vivace

L'ottava sinfonia è la più breve e più atipica delle composizioni sinfoniche di Beethoven. Di carattere al tempo stesso brillante e spirituale, essa segna un ritorno inatteso a una forma decisamente classica. Tuttavia, salvo l'aspetto formale della composizione, caratterizzato tra l'altro dal ritorno del minuetto come terzo movimento o la breve durata della composizione nel suo insieme (in tutto 26 minuti circa), l'ottava sinfonia rimane indubbiamente un'opera della maturità artistica del compositore per la cura del lavoro strumentale e il sapiente sviluppo del gioco armonico.

### I movimento: Allegro vivace e con brio
Il primo tempo inizia subito, senza introduzioni, e si basa su di una singola linea tematica che si sviluppa e si allarga in maniera incontenibile con un sentore di danza, delineato però con molta misura dal musicista. Il secondo tema, costruito su una costante base ritmica, deriva dal primo essendone una variante, riprendendo a tratti motivi simili a un valzer viennese. Piuttosto complesso si presenta il seguente sviluppo, basato sostanzialmente su un'unica battuta, la prima del tema iniziale, che porta a una Coda finale di ampie dimensioni.

### II movimento: Allegretto scherzando
Per la sua particolarità estrosa il secondo movimento è diventato celebre; il tema iniziale è infatti quello di un divertente canone a quattro voci sulle parole: Ta ta ta, caro Mälzel, addio, vessillo del tempo, grande metronomo che Beethoven aveva dedicato all'inventore del metronomo Johann Nepomuk Mälzel, con cui aveva collaborato per la realizzazione de La vittoria di Wellington. La giocosa meccanicità del motivo delineato dai legni riprende volutamente l'oscillazione dello strumento; su questo gli archi disegnano una melodia a tratti molto viva e subito dopo scherzosa, variando continuamente.

### III movimento: Tempo di Menuetto
È il brano della sinfonia che più si riallaccia a motivi settecenteschi, anche se l'aspetto è volutamente solenne, quasi ironico, ben lontano dalla grazia e leggerezza del minuetto classico; è comunque un movimento scritto con maestria e ricercatezza come nelle particolarità timbriche del Trio. Proprio in quest'ultima parte Beethoven riprende il motivo di un suo vecchio minuetto del 1792; recuperando la vecchia melodia il musicista si allontana dall'aspetto ironico e crea un piccolissimo capolavoro poetico con una musica intima e struggente ricca di cangianti armonie esposta dai corni e dal clarinetto sull'accompagnamento dei violoncelli.

### IV movimento: Allegro vivace
L'ultimo tempo è la sezione più ampia della sinfonia, da solo dura più degli altri tre movimenti uniti. Il brano è costruito sull'avvicendamento di un motivo veloce e di un secondo tema più melodico congiunti da una linea ritmica travolgente. Ricco di invenzioni musicali estrose, il movimento sembra rivisitare in modo deformato e ironico gli elementi classici che qui vengono al tempo stesso ripresi e superati.

## Organico
Due flauti, due oboi, due clarinetti, due fagotti, due corni, due trombe, timpani, archi 

## Discografia parziale
- Berliner Philharmoniker, André Cluytens, Electrola, WCLP 540
- Wiener Staatsoper, Michael Gilien, Vedette, VSC 4042
- Berliner Philharmoniker, Herbert von Karajan, DGG 138808
- Franz Schalk, Orchestra Filarmonica di Vienna, La Voce del Padrone, AW 16/7/8
- Berliner Philharmoniker, Claudio Abbado, 00289 477 5864